# إبراهيم خوجلي الزوري
إبراهيم خوجلي الزوري (ولد في 1 يناير 1999 في السعودية) لاعب كرة قدم بحريني سعودي سوداني يجيد اللعب في مركز الظهير الأيسر. يلعب حاليا لصالح الحالة البحريني منذ 2023.

## المسيرة الرياضية

### الأندية
انضم الزوري لنادي الاتفاق السعودي من فئة البراعم حتى فئة الشباب.
في 1 يوليو 2018 انتقل الزوري من الاتفاق إلى البسيتين البحريني في صفقة انتقال حر. في موسمه الأول 2018-2019 وفي بطولة دوري الدرجة الثانية ساهم في احتلال فريقه المركز الثاني برصيد 35 نقطة من 15 مباراة وبالتالي الصعود إلى الدرجة الممتازة. وفي بطولة كأس ملك البحرين ساهم في وصول فريقه إلى الدور الثمن النهائي عندما خسر من الرفاع بركلات الترجيح بعد تعادلهما 3-3 في مجموع المباراتين. وفي بطولة كأس الاتحاد البحريني فشل فريقه في التأهل إلى الدور النصف النهائي بعدما احتل المركز الثالث في المجموعة الأولى برصيد 6 نقاط من 4 مباريات بفارق 6 نقاط عن المتصدر الأهلي.
في موسمه الثاني 2019-2020 وفي بطولة دوري الدرجة الممتازة ساهم في احتلال فريقه المركز الثامن برصيد 16 نقطة من 18 مباراة بفارق نقطة واحدة عن منطقة الأمان فانتقل إلى ملحق الهبوط حيث فاز على البحرين 4-2 في مجموع المباراتين ليبقى في الدرجة الممتازة. وفي بطولة كأس ملك البحرين ساهم في وصول فريقه إلى الدور الربع النهائي عندما خسر من المنامة 1-5 في مجموع المباراتين. وفي بطولة كأس الاتحاد البحريني ساهم في وصول فريقه إلى المباراة النهائية عندما خسر من المحرق 1-4.
في موسمه الثالث والأخير 2020-2021 وفي بطولة دوري الدرجة الممتازة ساهم في احتلال فريقه المركز العاشر الأخير برصيد 12 نقطة من 18 مباراة بفارق 5 نقاط عن منطقة الأمان فهبط مباشرة إلى الدرجة الثانية. وفي بطولة كأس ملك البحرين خرج من الجولة الأولى عندما خسر في الدور الثمن النهائي من الحالة 0-2. وفي بطولة كأس الاتحاد البحريني فشل فريقه في التأهل إلى الدور النصف النهائي بعدما احتل المركز الرابع الأخير في المجموعة الرابعة برصيد 3 نقاط من 3 مباريات بفارق 3 نقاط عن المتصدر النجمة.
في 1 يوليو 2021 انتقل الزوري من البسيتين إلى الحالة البحريني في صفقة انتقال حر. في موسمه الوحيد 2021-2022 وفي بطولة دوري الدرجة الممتازة ساهم في احتلال فريقه المركز الخامس برصيد 25 نقطة من 18 مباراة بفارق 8 نقاط عن منطقة الهبوط. وفي بطولة كأس ملك البحرين خرج فريقه من الجولة الأولى عندما خسر من الرفاع 1-2. وفي بطولة كأس الاتحاد البحريني خرج فريقه من دور المجموعات وفشل في التأهل إلى الدور النصف النهائي.
في 17 أغسطس 2022 انتقل الزوري من الحالة إلى الحد البحريني (الدوري الممتاز) في صفقة انتقال حر. في موسمه الوحيد 2022-2023 وفي بطولة الدوري الممتاز ساهم في احتلال فريقه المركز السابع بفارق 3 نقاط عن منطقة الهبوط. وفي بطولة كأس ملك البحرين ساهم في وصول فريقه إلى الدور الربع النهائي حينها خسر من الحالة بركلات الترجيح. وفي بطولة كأس الاتحاد البحريني ساهم في وصول فريقه إلى الدور النصف النهائي حينها خسر من الخالدية 1-2.
في 13 أغسطس 2023 انتقل الزوري من الحد إلى الحالة البحريني (الدوري الممتاز) في صفقة انتقال حر.

### المنتخبات
استدعي الزوري للمشاركة مع منتخب البحرين العسكري في مسابقة كرة القدم في دورة الألعاب العسكرية العالمية 2019 في ووهان بالصين حيث قاد المنتخب للفوز على البرازيل 1-0 وفرنسا 3-1 والتعادل مع كوريا الشمالية 2-2 ليحتل البحرين المركز الثاني في المجموعة الثالثة برصيد 7 نقاط من ث مباريات ليتأهل إلى الدور الربع النهائي حيث تغلب على عمان 1-0 وفي الدور النصف النهائي تغلب على الجزائر بركلات الترجيح لينتقل إلى المباراة النهائية حيث تغلب على قطر 3-1 ليحقق الميدالية الذهبية التي تعتبر أولى بطولاته الشخصية.

## الإنجازات
- منتخب البحرين العسكري
  - الميدالية الذهبية في دورة الألعاب العسكرية العالمية (1): 2019